# Rodolia
Genre
Rodolia est un genre d'insectes coléoptères de la famille des Coccinellidae (coccinelles).

## Liste d'espèces
Selon ITIS (29 août 2014) :
- Rodolia cardinalis (Mulsant, 1850)

Selon NCBI (1er mai 2024) :
- Rodolia amabilis
- Rodolia cardinalis
- Rodolia quadrimaculata
- Rodolia rufopilosa